# Mistrovství světa v alpském lyžování 1970
16. Mistrovství světa v alpském lyžování se konalo v roce 1970 v italské Val Gardeně.

## Medailisté

### Muži
| Soutěž      | Zlato            | Stříbro        | Bronz            |
| Sjezd       | Bernhard Russi   | Karl Cordin    | Malcolm Milne    |
| Slalom      | Jean-Noël Augert | Patrick Russel | Billy Kidd       |
| Obří slalom | Karl Schranz     | Werner Bleiner | Dumeng Giovanoli |
| Kombinace   | Billy Kidd       | Patrick Russel | Andrzej Bachleda |

### Ženy
| Soutěž      | Zlato            | Stříbro            | Bronz              |
| Sjezd       | Annerösli Zryd   | Isabelle Mir       | Annemarie Pröllová |
| Slalom      | Ingrid Lafforgue | Barbara Cochranová | Michèle Jacot      |
| Obří slalom | Betsy Clifford   | Ingrid Lafforgue   | Françoise Macchi   |
| Kombinace   | Michèle Jacot    | Florence Steurer   | Marilyn Cochran    |

## Přehled medailí
| Pořadí         | Stát                   | Zlato | Stříbro | Bronz | Celkově |
| 1              | Francie                | 3     | 5       | 2     | 10      |
| 2              | Švýcarsko              | 2     | -       | 1     | 3       |
| 3              | Rakousko               | 1     | 2       | 1     | 4       |
| 4              | Spojené státy americké | 1     | 1       | 2     | 4       |
| 5              | Kanada                 | 1     | -       | -     | 1       |
| 6              | Austrálie              | -     | -       | 1     | 1       |
| 6              | Polsko                 | -     | -       | 1     | 1       |
| Medailové sady | Medailové sady         | 8     | 8       | 8     | 24      |